# Метод Тамма — Данкова
Метод Тамма — Данкова — приближённый метод решения некоторых задач квантовой теории поля. В нековариантной форме разработан И. Е. Таммом в 1945 году, а в 1950 году доработан американским учёным С. Данковым в применении к задачам мезодинамики. Ещё ранее, в 1934 году, аналогичный метод был применён В. А. Фоком, а затем и его учениками для задач квантовой электродинамики на основе разработанного им метода функционалов.
Суть метода заключается в упрощении полной системы уравнений квантовой мезодинамики (псевдоскалярной мезонной теории) за счёт её обрыва по числу частиц и в дальнейшем решении полученной упрощенной системы. Однако этот способ описания системы частиц столкнулся с принципиальными трудностями перенормировки.
Метод Тамма — Данкова стал одной из последних попыток получения физических результатов в теории сильного взаимодействия, в которой параметр разложения оказался принципиально большим {\displaystyle g^{2}\approx 15} (в квантовой электродинамике {\displaystyle e^{2}\approx 1/137}). После открытия дисперсионных соотношений для амплитуд рассеяния {\displaystyle \pi }-мезонов на нуклонах теория сильного взаимодействия развивалась на основе самых общих свойств S-матрицы (универсальности, аналитичности и унитарности) вплоть до появления квантовой хромодинамики в 1973 году (теория S-матрицы).
В настоящее время метод нашёл широкое применение за пределами квантовой теории поля, в квантовой химии, а также в ядерной физике (приближение Тамма — Данкова).
Уравнение Бете — Солпитера является релятивистским обобщением метода Тамма — Данкова.